# Battaglia di Piazza Duomo
La battaglia di Piazza Duomo fu combattuta nell'omonima piazza di Reggio Calabria il 21 agosto 1860. L'episodio vide contrapposti i garibaldini della spedizione dei Mille all'Esercito delle Due Sicilie e si concluse con la sconfitta delle forze borboniche.

## Antefatto
Nei giorni precedenti la battaglia, vi erano stati vari sbarchi di forze garibaldine sulle coste calabre, l'ultimo (e più importante) fu lo sbarco a Melito, avvenuto il 19 agosto, con cui Giuseppe Garibaldi (accompagnato da un cospicuo contingente dell'Esercito meridionale) passò dalla Sicilia alla Calabria e si riunì alle forze precedentemente sbarcate. Nel frattempo, a Reggio, il generale Gallotti spedì dei messaggi al generale Briganti informandolo dell'avvenuto sbarco; la risposta fu di inviare tutte le forze disponibili contro Garibaldi. Contemporaneamente il maresciallo Vial, comandante in capo delle truppe in Calabria, ordinava al Briganti di muoversi verso Reggio e al Melendez di sostenerlo; mentre in città era di presidio il 14º reggimento, con al comando il colonnello Antonio Dusmet e si poteva inoltre contare sulla favorevole posizione del Castello, ben fortificato ed armato.
Il 20 mattina, il Gallotti ordinò, quindi, al Dusmet di muovere verso il torrente Sant'Agata per attendervi l'arrivo di Garibaldi, ma, dopo alcune ore, le forze del Dusmet furono spostate al Calopinace; questo in quanto si era saputo che le colonne garibaldine avevano preso la via dei monti; successivamente gli uomini del Dusmet venivano nuovamente spostati in piazza Duomo, lasciando una sola compagnia di presidio presso il Sant'Agata e il Gallotti chiedeva intanto al generale Fergola di inviare dalla fortezza di Messina, ancora in mano ai napoletani, quanti più rinforzi fosse possibile. Anche se il parere dei militari di stanza a Messina fu positivo, questi non poterono intervenire in quanto sprovvisti di imbarcazioni.
Il Dusmet, che aveva ricevuto dal Gallotti il divieto di attestarsi nel Castello (posizione preferibile rispetto alla piazza del Duomo, poco difendibile militarmente per i numerosi accessi che presentava), disponeva, quindi, le proprie forze nel miglior modo possibile e andava a dormire nel portone di palazzo Ramirez, sito nei pressi del Duomo ed in seguito (non vedendo giungere alcun rinforzo) si recò di persona presso il telegrafo elettrico per segnalare al Re Francesco II la situazione in cui si trovava. Nel frattempo, Garibaldi, dopo aver sostato a Pellaro, si muoveva, al far della notte, verso Reggio. Dal torrente Marroco, posto prima del Sant'Agata, si spostò verso la strada di Ravagnese, e presso Ravagnese sostò. Due ore prima del sorgere del sole, mosse, quindi, verso la città.

## La battaglia

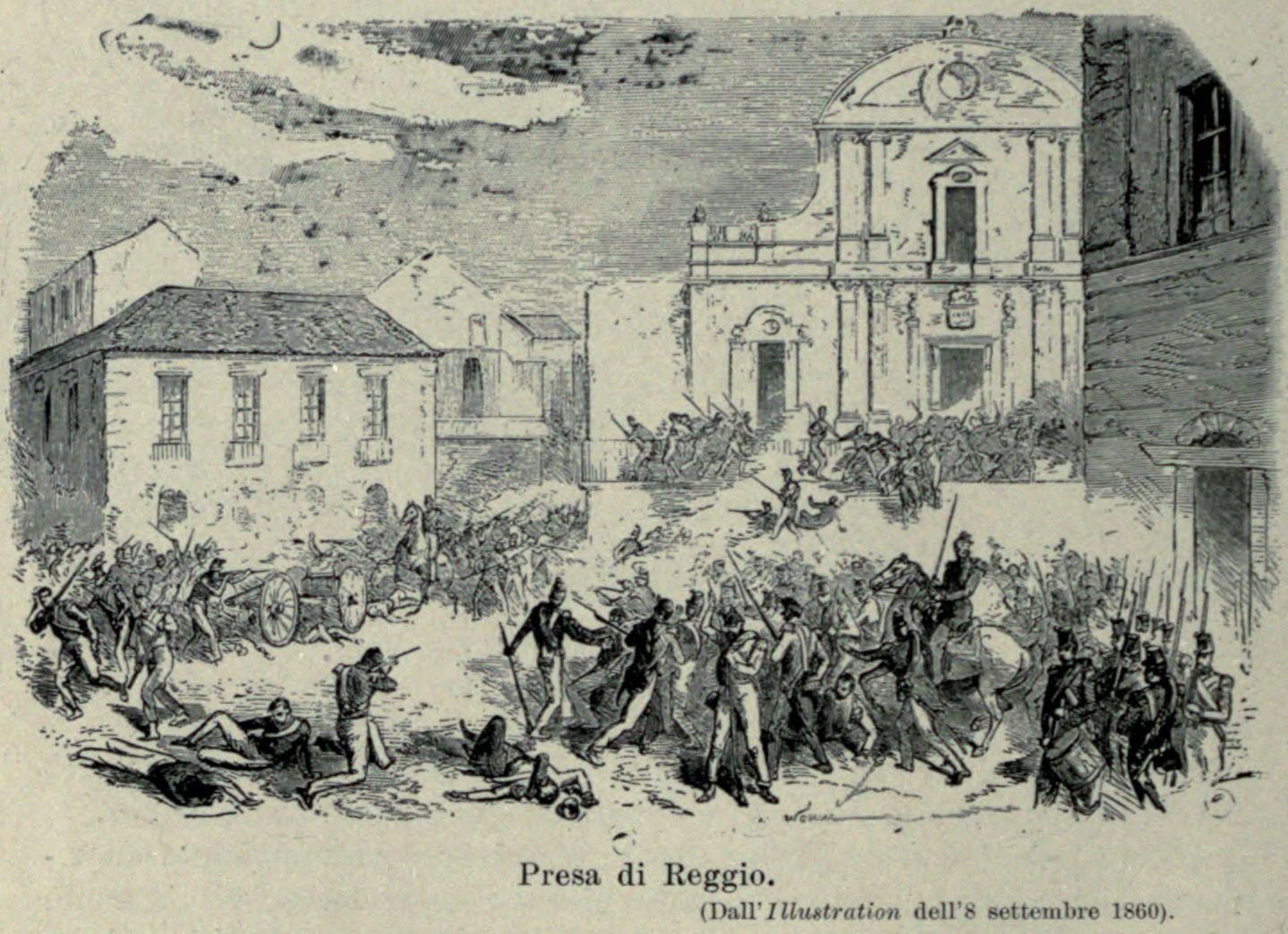
Battaglia in piazza Duomo

Entrate in città, le forze garibaldine furono divise in due colonne, una diretta verso il carcere centrale di San Francesco e l'altra diretta verso la contrada del Crocefisso. Il gruppo inviato al penitenziario fu il primo a giungere a destinazione. Dopo essersi consultati con i liberali locali, i garibaldini riuscirono a chiudere i soldati borbonici che si trovavano nella struttura all'interno della stessa e poi si mossero lungo la via dell'Orto Agrario. Quasi nello stesso momento, i garibaldini che avevano preso la strada del Crocefisso arrivarono in piazza San Filippo; notati dalle guardie borboniche si ebbe uno scambio di colpi d'arma da fuoco e i borbonici ripiegarono verso piazza del Duomo avvertendo dell'attacco in corso le truppe lì disposte.
I garibaldini delle due colonne giunsero anch'essi, da tutti i lati, in piazza Duomo e iniziarono a fare fuoco sulle truppe regie disposte davanti a palazzo Tommasini, che rispondevano al fuoco aiutate dall'artiglieria, che fece numerose vittime tra i garibaldini; in questi frangenti Nino Bixio fu ferito due volte al braccio e la sua cavalcatura venne uccisa a baionettate. Il Dusmet, alzatosi alle prime grida e slanciatosi in avanti dal portone di palazzo Ramirez, veniva colpito al ventre; altro colpo fu inferto al di lui figlio, sottufficiale nello stesso reggimento. I due, trasportati insieme presso la casa di un parente, si spensero qualche giorno più tardi. Intanto, per i borbonici, circondati da tutti i lati (grazie anche alle indicazioni che i garibaldini ricevono dalle guide locali), la situazione si faceva insostenibile e furono, quindi, costretti a ritirarsi nel Castello.
Alle prime luci dell'alba, i reggini aprirono i loro usci e fornirono assistenza ai feriti, mentre i garibaldini si spargevano per la città e Garibaldi iniziava a dare disposizioni. Mentre il generale nizzardo stava sorbendo una tazza di caffè nella piazza, fu sfiorato da un colpo di fucile sparato da una delle case vicine: il proiettile causò il ferimento di uno dei suoi ufficiali, mentre non si riuscì ad individuare il cecchino. Il Briganti, a cui il Vial aveva ordinato di dare supporto al generale Gallotti, il 21 mattina, continuò la marcia verso Reggio, dopo aver rifiutato il supporto della mezza batteria di artiglieria del capitano Vincenzo Reggio. Giunto alle sei di mattina al ponte dell'Annunziata, si fermò e distaccò due compagnie per attaccare dalla parte del mare e altre quattro le inviò all'interno del rione Santa Lucia; i garibaldini, che si erano già attestati su entrambe le direttrici, accolsero con un nutrito fuoco le truppe regie.

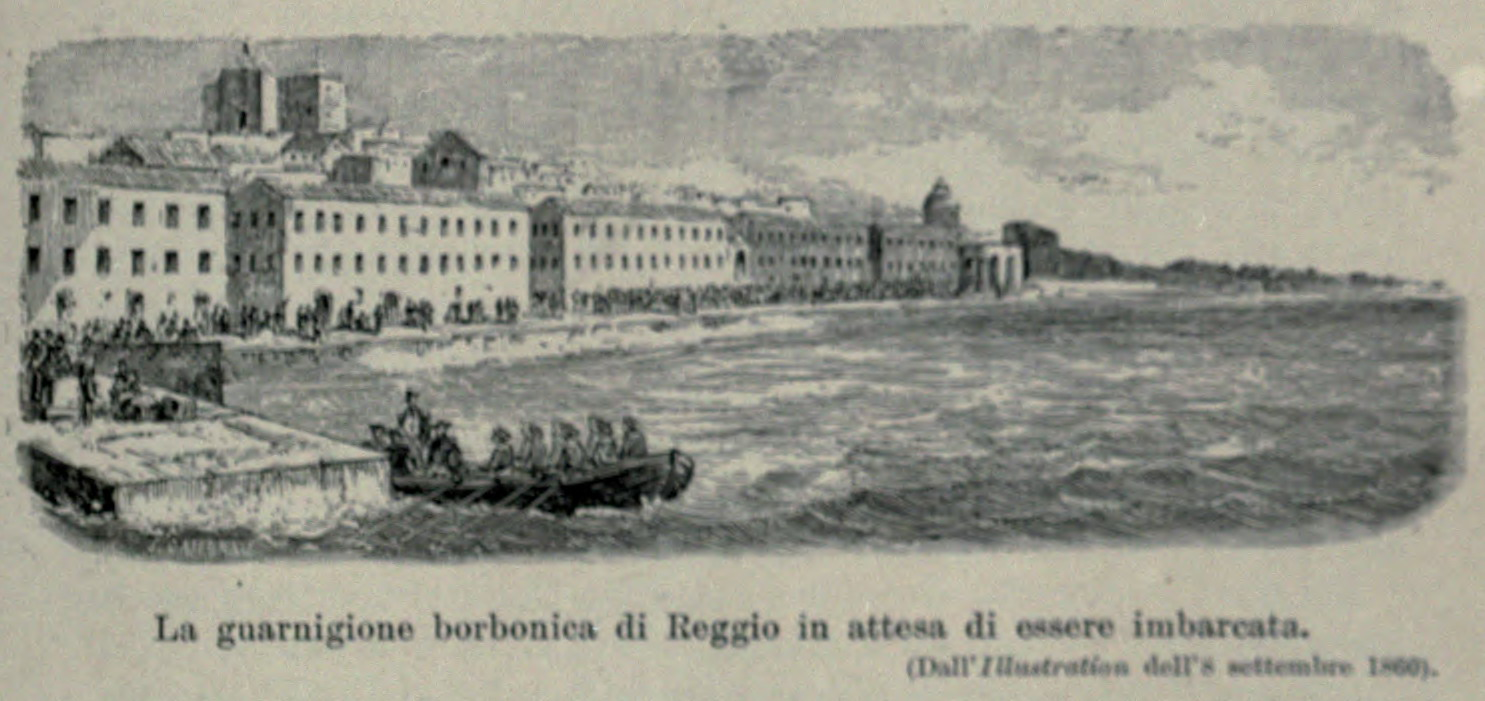
La guarnigione borbonica di Reggio in attesa di essere imbarcata

Le truppe inviate dal lato della costa si ritirarono, mentre le forze stanziate a Santa Lucia, dopo un combattimento di due ore, che causò anche il ferimento del comandante borbonico, furono sconfitte. Durante questi avvenimenti, il Briganti decise di ritirarsi verso Villa San Giovanni. Da segnalare anche il comportamento della Marina napoletana, le cui navi presenti a Reggio e incaricate della sorveglianza dello stretto invece di supportare nella difesa della città le forze di terra ricevettero l'ordine, dal comandante della squadra Vincenzo Salazar, di uscire al largo per «ragioni umanitarie», senza perciò intervenire in alcun modo nella battaglia.
Alle ore 16, il generale Gallotti, vista la ritirata del Briganti e l'allontanamento dalla rada delle navi borboniche, firmò la resa del Castello, con l'onore delle armi, che comportò la consegna dello stesso con le sue artiglierie, gli animali da tiro e i materiali e le munizioni ivi presenti ai garibaldini, mentre i soldati borbonici, i loro famigliari e gli impiegati che desiderarono seguirli, furono liberi di andarsene e attendere l'imbarco per Napoli presso l'ospedale militare; parimenti i prigionieri presenti furono liberati. Dopo la vittoria, Antonino Plutino fu nominato governatore della provincia con «poteri illimitati» e Garibaldi scrisse a Sirtori il seguente messaggio: «Caro Sirtori, fate passare subito coi vapori quanta gente potete, imbarcateli ove volete, e sbarchino al sud di Villa S. Giovanni».
Nella stessa notte della battaglia il Cosenz riusciva a sbarcare insieme a 1268 uomini a Favazzina, dopo essere riuscito a superare indenne il tiro del forte di Scilla, grazie alla flottiglia di barche, circa un centinaio, messa insieme da Salvatore Castiglia che doveva parzialmente venir catturata dai legni borbonici accorsi. Superata la resistenza di circa 200 soldati regi che erano accorsi i garibaldini si spostarono verso Solano dove si batterono contro un distaccamento della colonna Ruiz e dove cadde il De Flotte. Le truppe del Cosenz, seguendo gli ordini di Garibaldi, riuscirono a porsi alle spalle delle forze del Melendez e del Briganti (mentre quelle del Ruiz riuscirono a mettersi in salvo) costringendole ad arrendersi a discrezione il 23 agosto. Il giorno seguente si arresero i forti di Altafiumara e di Torre Cavallo, portando alla perdita di controllo da parte dei borbonici dello stretto di Messina.